# Harry Chambers
Henry Chambers-detto Harry- (Willington Quay, 17 dicembre 1896 – Shrewsbury, 29 luglio 1949) è stato un calciatore inglese di ruolo attaccante.

## Carriera

### Club
Ha sempre giocato nel campionato inglese.

### Nazionale
Conta 8 presenze e cinque reti con la maglia della propria Nazionale.

## Palmarès

### Club

#### Competizioni nazionali
- Campionato inglese: 2

Liverpool: 1921-1922, 1922-1923
- Community Shield: 1

Professionisti: 1923